# Paternopoli
Paternopoli ist eine italienische Gemeinde mit 2110 Einwohnern (Stand 31. Dezember 2023) in der Provinz Avellino in der Region Kampanien.

## Geografie
Die Nachbargemeinden sind Castelfranci, Castelvetere sul Calore, Fontanarosa, Gesualdo, Luogosano, Montemarano, San Mango sul Calore, Torella dei Lombardi und Villamaina.

## Verkehr
Der Bahnhof Paternopoli liegt weit westlich des Ortes an der im Personenverkehr nicht mehr bedienten Bahnstrecke Avellino–Rocchetta Sant’Antonio.